# Thiota
Thiota war nach den Fuldaer Annalen (MGH SS rer. Germ. 7) eine alemannische Seherin und Häretikerin, die im Jahr 847 auftrat und vermeintliche von Gott empfangene Offenbarungen verkündete. Religionswissenschaftlich wird Thiota mit dem Kreis der Germanischen Seherinnen verglichen.
Thiota („mulier Alamanorum“) trat in der Diözese des Bischofs Salomon von Konstanz auf und prophezeite den nahen Weltuntergang und „weitere Dinge“ als eine falsche Prophetin („pseudoprophetissa“). Im christlichen Kontext durch ihre Berufung auf göttliche Offenbarung („divinitus sibi revelatia“) erzielte sie damit große Wirkung sowohl bei den einfachen Bevölkerungsschichten, als auch bei Angehörigen des katholischen Klerus („sacri ordinis viri“). Die kirchlichen Behörden eröffneten daraufhin ein Verfahren (Synode) gegen Thiota in Mainz und führten sie in der Kirche von Sankt Alban einer Befragung zu. Unter dem psychischen Druck der Befragung gestand sie, dass die Offenbarungen aus der Urheberschaft eines weiter unbekannten Presbyters entstammten und sie persönlich aus Gewinnsucht handelte. Die Synode verurteilte Thiota zur Auspeitschung mit Ruten, danach trat sie nicht mehr in Erscheinung.
Zeitlicher Kontext der Eintragung in den Annalen ist die Ernennung von Rabanus Maurus zum Erzbischof von Mainz durch Ludwig den Deutschen und die Überfälle der Wikinger im Gebiet des Niederrheins. Die Überfälle der Wikinger in der sogenannten Wikingerzeit führten zu einer Konjunktur biblisch abgeleiteter Endzeitprophezeiungen durch Geistliche und in der Reflexion auf Ebene der Volksfrömmigkeit bei der verängstigten Bevölkerung. Insbesondere bestimmte alttestamentliche Prophezeiungen aus dem Buch Hesekiel wurden auf die „Nordmänner“, als Gefahr aus dem Norden, angewendet, oder diese als der neutestamentliche Antichrist identifiziert.
Anders Hultgård schließt aus den Umständen heraus, dass die Wirkung der Thiota nicht ohne die in der Bevölkerung verankerte pagane Tradition der „altgermanischen“ Seherinnen zu erklären sei. Hermann Reichert weist im Kontext der Namensbedeutung der Albruna und der christlichen Priesterin Guiliaruna hin, dass solche Traditionen ein stabiles Phänomen bei relativ jung christianisierten germanischen Völkern seien.